# Peter Stebler
Peter Hermann Stebler oder Pierre Armand Stebler (* 7. Mai 1927 in Zürich; † 15. September 2010 in Küsnacht) war ein Schweizer Ruderer, der 1948 Olympiazweiter im Vierer mit Steuermann war.

## Sportliche Karriere
Die ersten Ruder-Europameisterschaften nach dem Zweiten Weltkrieg wurden 1947 in Luzern ausgetragen. Im Achter gewannen die Italiener vor den Dänen und den Schweizern. Aus dem Achter von 1947 wechselten Rudolf Reichling, Erich Schriever, Émile Knecht und Peter Stebler 1948 in den Vierer mit Steuermann. Mit Steuermann André Moccand gewannen die Schweizer bei den Olympischen Spielen 1948 auf der Themse in Henley-on-Thames in Vorlauf, Zwischenlauf und Halbfinal. Im Final siegten die US-Ruderer vor den Schweizern und den Dänen. 
Bei den Europameisterschaften 1951 traten Stebler und Knecht im Doppelzweier an und gewannen den Titel. Im Jahr darauf schieden sie bei den Olympischen Spielen in der ersten Hoffnungslaufrunde aus. 1953 gewann Stebler zusammen mit Erich Schriever den Europameistertitel, 1954 belegten sie den zweiten Platz hinter dem deutschen Boot.
Der 1,89 m grosse Stebler startete für den Seeclub Zürich.